# Irish Open 1931
Die Irish Open 1931 waren die 25. Austragung dieser internationalen Meisterschaften von Irland im Badminton. Sie fanden in Dublin statt.	

## Finalresultate
| Disziplin    | Sieger                      | Finalist                            | Ergebnis           |
| ------------ | --------------------------- | ----------------------------------- | ------------------ |
| Herreneinzel | Willoughby Hamilton         | Frank Devlin                        | 17–14, 5–15, 15–10 |
| Dameneinzel  | Marian Horsley              | Norma Stoker                        | 11–4, 11–9         |
| Herrendoppel | G. S. B. Mack Frank Devlin  | Arthur Hamilton Willoughby Hamilton | 8–15, 15–8, 15–4   |
| Damendoppel  | Marian Horsley C. T. Duncan | Dorothy Stenhouse C. B. Alison      | 15–11, 15–9        |
| Mixed        | Frank Devlin Marian Horsley | Arthur Hamilton Mavis Hamilton      | 15–7, 9–15, 15–6   |